# Nadolol
Nadolol, được bán dưới tên thương hiệu Corgard và các thương hiệu khác, là một loại thuốc dùng để điều trị huyết áp cao, đau tim và rung tâm nhĩ. Thuốc này cũng đã được sử dụng để ngăn ngừa chứng đau nửa đầu và biến chứng của bệnh xơ gan. Nó được uống qua miệng.
Các tác dụng phụ của nadolol thường gặp bao gồm chóng mặt, cảm thấy mệt mỏi, nhịp tim chậm và hội chứng Raynaud. Tác dụng phụ nghiêm trọng có thể bao gồm suy tim và co thắt phế quản. Việc sử dụng nó trong thai kỳ và cho con bú là không an toàn. Nó là một thuốc chẹn beta không chọn lọc và hoạt động bằng cách chặn thụ thể β1-adrenergic trong tim và thụ thể β2-adrenergic trong mạch máu.
Nadolol được cấp bằng sáng chế vào năm 1970 và được đưa vào sử dụng trong y tế vào năm 1978. Nó là có sẵn như là một loại thuốc gốc. Một tháng liều cung cấp ở Vương quốc Anh tiêu tốn của NHS khoảng £ 6 vào năm 2019. Tại Hoa Kỳ, chi phí bán buôn của thuốc này là khoảng US $ 52. Trong năm 2016, đây là loại thuốc được kê đơn nhiều thứ 283 tại Hoa Kỳ với hơn một triệu đơn thuốc.

## Sử dụng trong y tế
Nadolol được sử dụng để điều trị tăng huyết áp và điều trị lâu dài chứng đau thắt ngực và được FDA chấp thuận cho các mục đích này.
Nó thường được sử dụng ngoài nhãn  để kiểm soát nhịp tim ở những người bị rung tâm nhĩ, phòng ngừa chứng đau nửa đầu; phòng ngừa chảy máu tĩnh mạch ở những người bị tăng huyết áp cổng thông tin do xơ gan; và để điều trị cho những người có lượng hormone tuyến giáp cao.